# Conserva

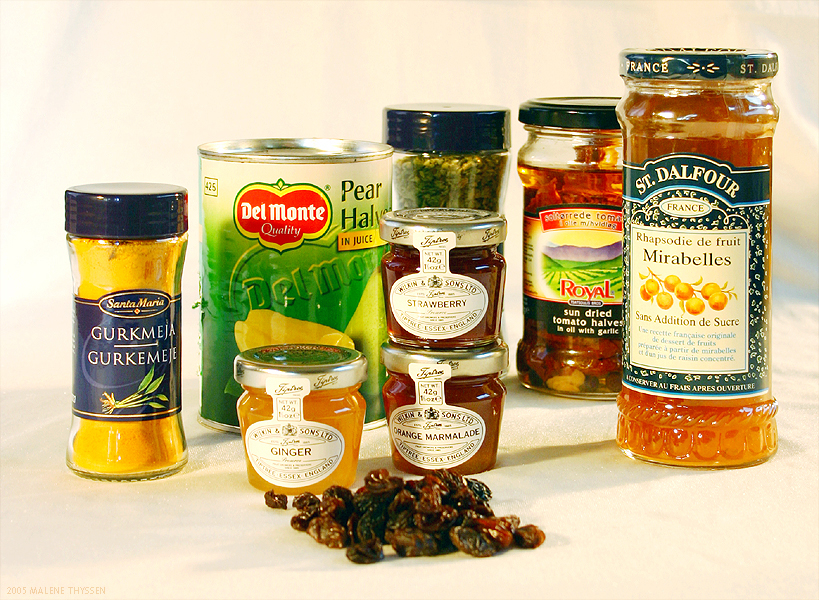
Varias conservas en botes de cristal y de latón.

Se llama conserva al resultado del proceso de la manipulación de los alimentos de tal forma que se evite o ralentice su deterioro (pérdida de calidad, comestibilidad o valores nutricionales). Esto suele lograrse evitando el crecimiento de levaduras, hongos y otros microorganismos, así como retrasando la oxidación de las grasas que provocan su enranciamiento. Las conservas también incluyen procesos que inhiben la decoloración natural que puede ocurrir durante la preparación de los alimentos, como la reacción de dorado enzimático que sucede tras su corte.
Muchos métodos de elaboración de conservas incluyen diversas técnicas de conservación de los alimentos. Las conservas de frutas, por ejemplo elaborando mermeladas a partir de ellas, implican cocción (para reducir su humedad y matar bacterias, hongos, etcétera), azucarado (para evitar que vuelvan a crecer) y envasado en un tarro hermético (para evitar su contaminación).
Son aspectos importantes de las conservas mantener o mejorar los valores nutricionales, la textura y el sabor, si bien históricamente algunos métodos han alterado drásticamente el carácter de los alimentos conservados. En muchos casos estos cambios han pasado a ser cualidades deseables, como es el caso de los quesos, yogures y encurtidos, por ejemplo.

## Historia

### Cuando no existían las conservas

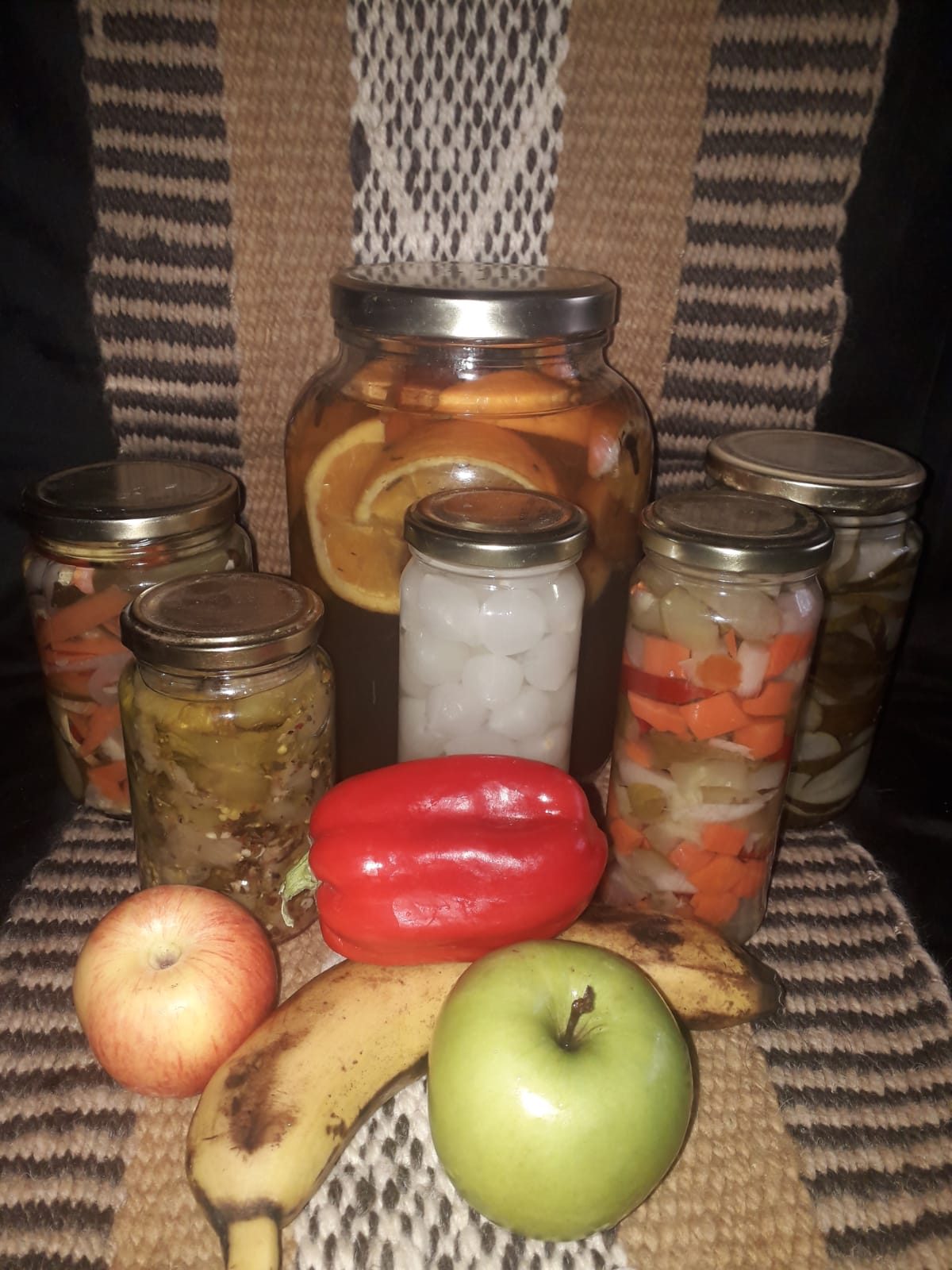
conserva de alimentos en frasco de vidrio

Antes de las conservas eran conocidos otros métodos para mantener las propiedades de los alimentos de la vida diaria, como conservarlos en lugares secos y oscuros, envolverlos en sustancias protectoras como azúcar para conservar las frutas y vegetales, vinagre para legumbres y frutos, grasa, aceite, arcilla, miel, hielos, etcétera, y eran conocidos los procesos para hacer ahumados y salazón.
El uso de la sal para conservar la carne era utilizado comúnmente en los viajes de barcos, ya que podía durar meses enteros sin que la carne se eche a perder.

### SigloXIX
Más tarde se descubre que el vapor es más eficaz que el agua hirviendo para la esterilización.[cita requerida]

### En la actualidad
En la actualidad se ha conseguido la esterilización en ausencia de oxígeno. Uno de los mayores avances es el uso de Pouches Retornables, o bolsas de materiales plásticos flexibles de alta barrera, que permiten esterilizar los alimentos en autoclaves y obtener mayores beneficios en sabor, preservación de textura y elementos nutrimentales, menores tiempos de cocción, facilidad de transportar y abrir, beneficios ambientales, vida de anaquel comparable a las latas, para uso en horno de microondas, etc.

### La conserva en España

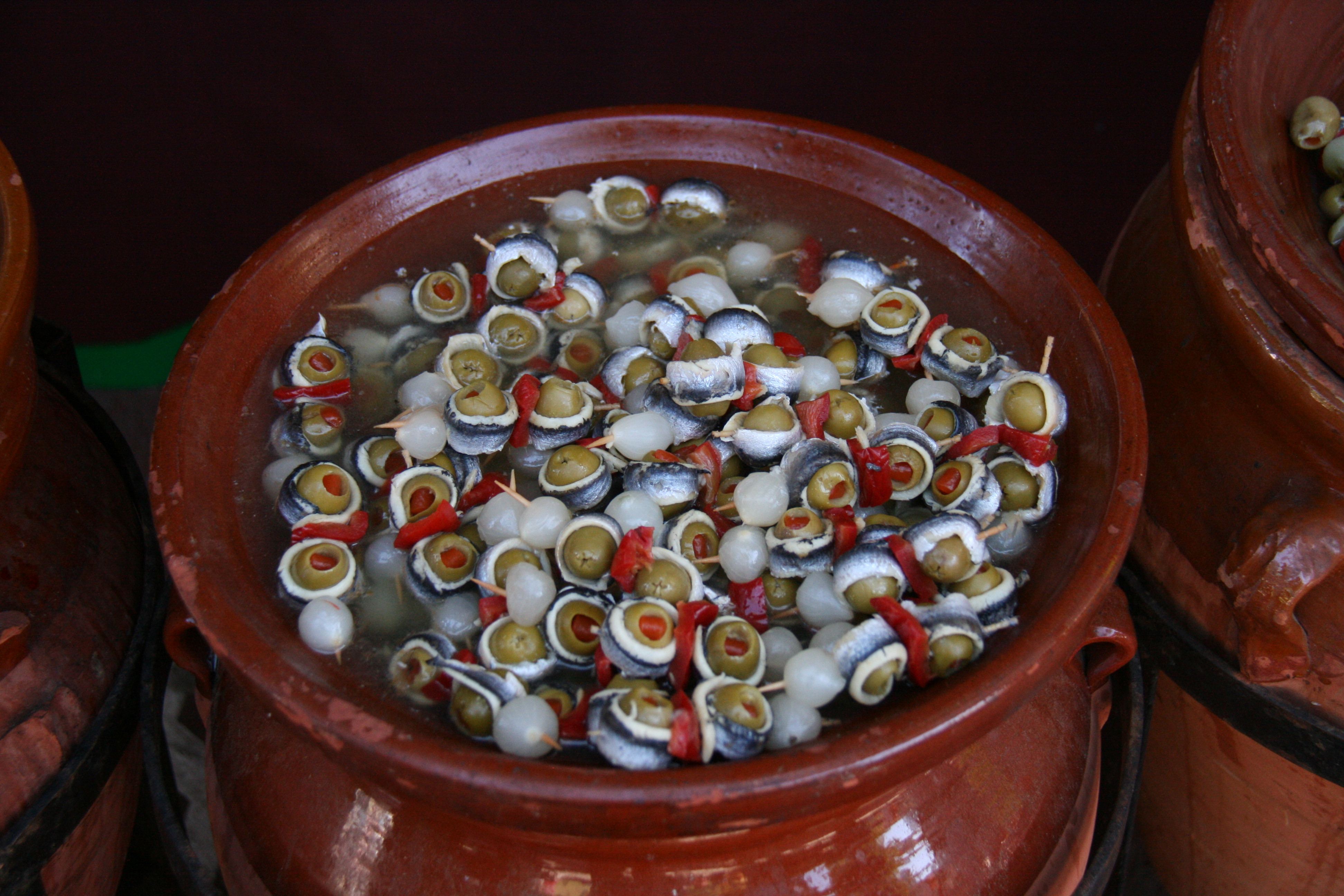
Los escabeches y los encurtidos son una forma tradicional de conserva en España.

El primer español que supo ver en este nuevo invento algo rentable fue José Colin, el cual en 1820 montó una fábrica en Nantes y se dedicó a producir y envasar sardinas fritas y luego conservadas en aceite, llegando a tener una producción de más de 10 000 botes al día, de ahí el dicho, hasta muy entrado el siglo XX, de "envasados al estilo de Nantes". La fábrica de Nantes fue convertida en museo por la casa Amieux pero fue destruida en 1943 en un bombardeo aéreo de la Segunda Guerra Mundial.[cita requerida]
La noticia de la conserva llegó a España en el año 1840 con el naufragio frente a Finisterre de un velero francés, y en menos de un año se creó la primera fábrica conservera de pescado. Ocho años más tarde aparece en La Rioja la primera instalación de conservas vegetales y en la segunda mitad del siglo XIX la almadraba de atún despunta gracias a la aplicación conservera de su producto y no estar circunscrito el consumo de atún a los pocos días de su captura, en donde el Golfo de Cádiz, y particularmente Isla Cristina, tuvo un papel impulsor de la conserva atunera como exportador, fundamentalmente a Italia.[cita requerida]
España es hoy uno de los primeros productores mundiales de conservas, y sus productos gozan de reconocimiento internacional.
Las formas tradicionales de conserva en la cocina española son:
- Salazón - Es decir mediante secado por sal, uno de los ejemplos más claros son el bacalao en salazón, la sardina y el jamón.
- Orza - Es decir mediante inmersión en grasas animales.
- Encurtidos - Alimentos sumergidos y fermentados en una solución de sal, como las aceitunas.

### Conservas en Latinoamérica
La pionera en la fabricación de conservas en Latinoamérica estuvo ubicada en Chile, concretamente en Valparaíso, comenzando sus operaciones en 1872; su producción no era constante, ya que sólo funcionaba en los cortos periodos de temporada marisquera, pero dicha empresa sigue hasta la actualidad llevada adelante por sus herederos, ampliando la producción en estos momentos a fabricación de envases.

## Procesos de conservación

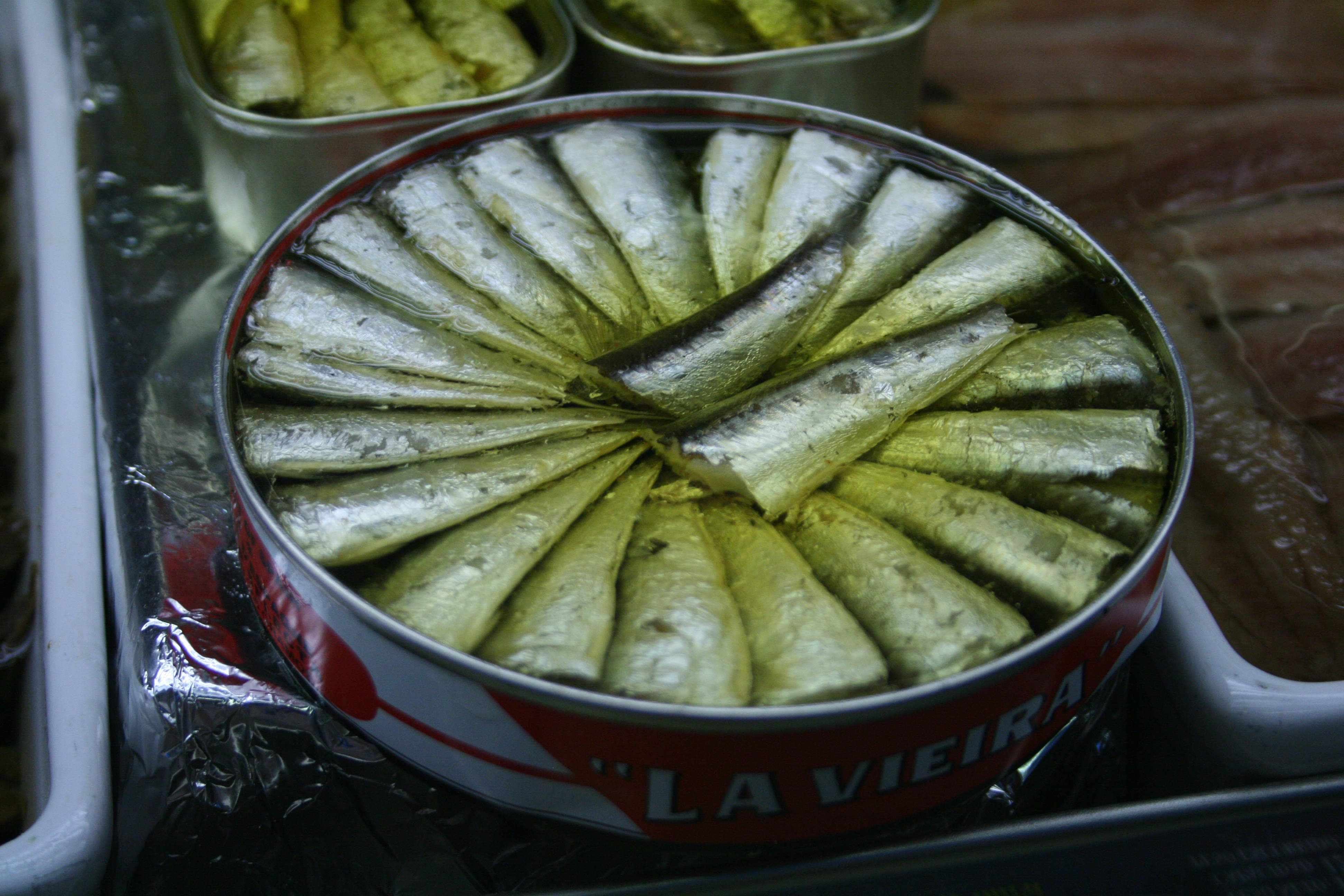
Sardinas en lata conservadas en aceite.

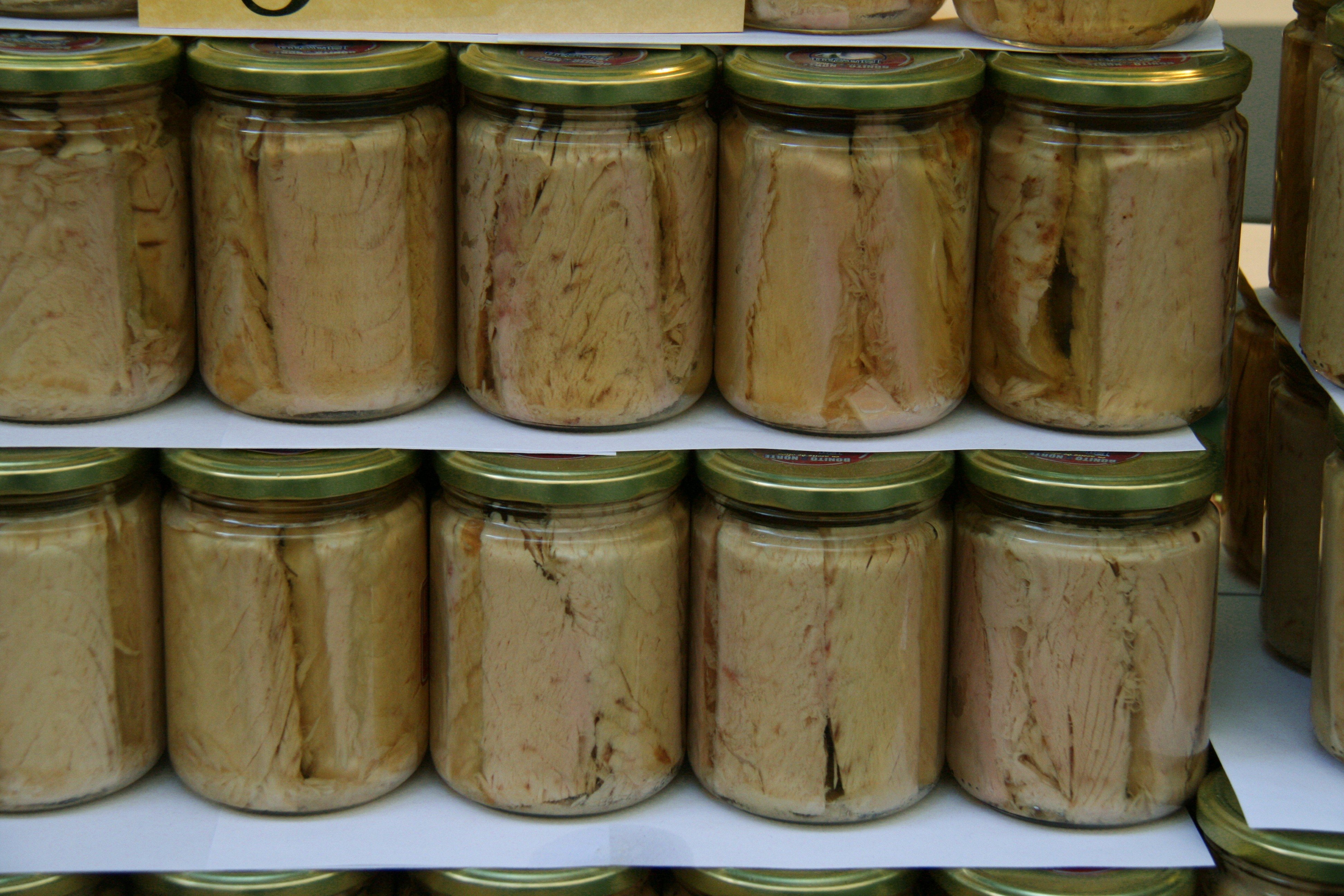
Atún en conserva.

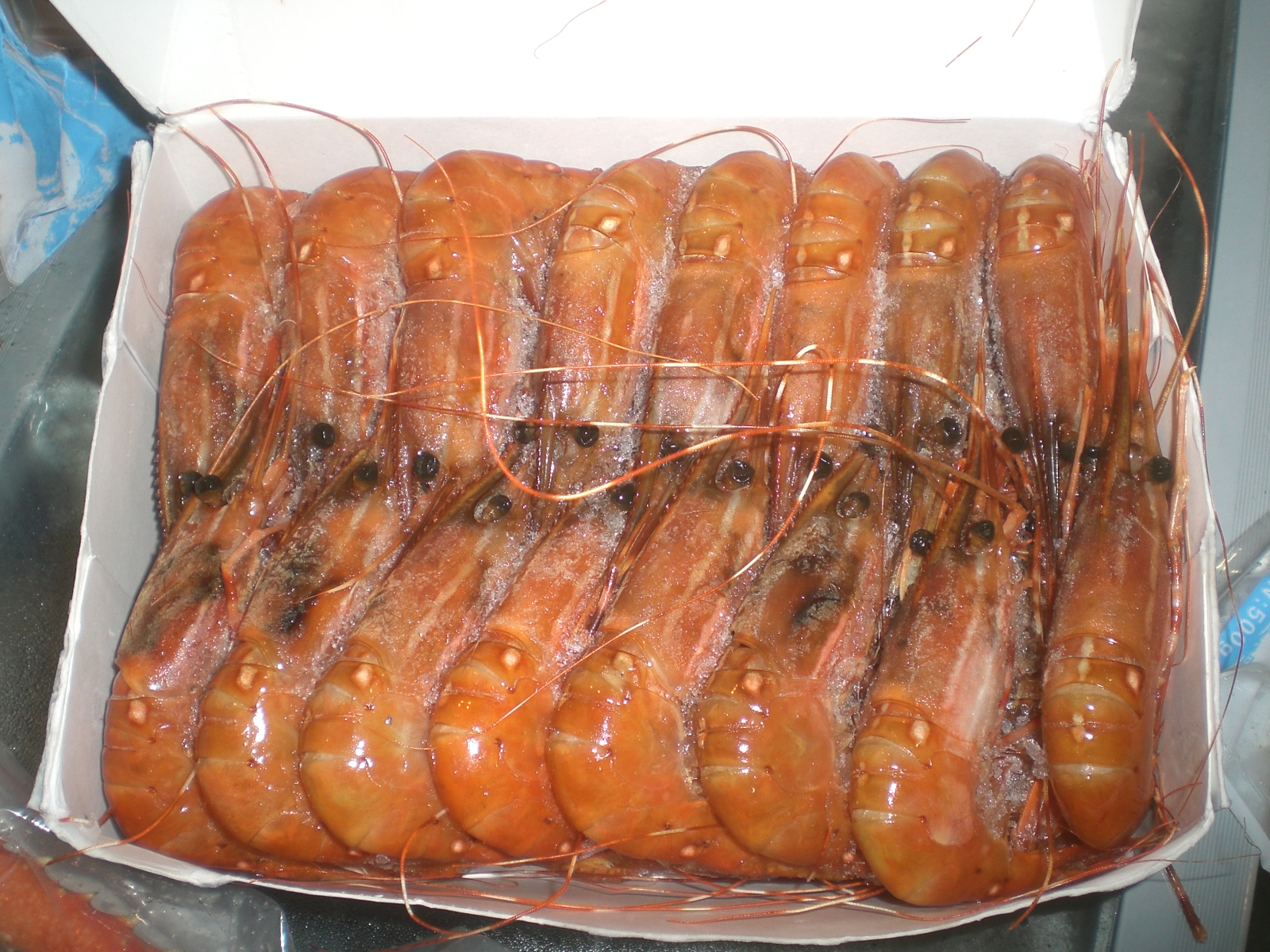
Marisco congelado.

### Secado o deshidratado
Este es uno de los métodos más antiguos utilizados por el ser humano para preservar los alimentos. El método se basa en el hecho de que los microorganismos que contaminan los alimentos no pueden crecer en los alimentos secos. Tradicionalmente, carnes, frutas, vegetales, etcétera, eran colocados a la luz solar para que se les evaporara el agua que tenían; de esta manera, se lograba que duraran mucho más tiempo que si se mantuvieran sin ese tratamiento. En la actualidad, la deshidratación es un proceso industrial que consiste en quitar toda el agua de un alimento para así evitar que se reproduzcan las bacterias. Se puede realizar mediante la aplicación metódica, progresiva y continuada de calor, o por liofilización.

### Adición de sal o salado
Este método de preservación de alimentos es utilizado desde épocas remotas. Carnes y pescados pueden ser tratados con sal de cocina, la cual los deshidrata y evita el ataque de gérmenes, actuando como antiséptico y protegiendo a los alimentos.

### Ahumado
El ahumado es otro método que ha sido utilizado desde épocas remotas; el ahumado conserva los alimentos gracias al efecto antimicrobial del humo de la madera quemada, la deshidratación, y la destrucción de gérmenes y enzimas por calentamiento del alimento durante el proceso. Aplica principalmente a carnes, pescados y algunos quesos.

### Enlatado y embotellado
Es una técnica de preservación de alimentos ampliamente utilizada en la actualidad, y útil prácticamente para cualquier clase de alimentos. Los alimentos son sellados en su recipiente después de hacerse el vacío y calentados. Cualquier organismo presente es eliminado por este procedimiento, y otros no pueden llegar porque los alimentos están aislados al sellarse la lata. Todo el proceso, que incluye el llenado y el sellado de las latas o contenedores, es realizado automáticamente en las industrias modernas.
Los microorganismos y las enzimas necesitan cierto grado de temperatura para alterar los alimentos, pero un exceso de temperatura los destruye. Por eso se emplea la esterilización por calor para conservar los alimentos, en especial los enlatados. Las latas llenas y herméticamente cerradas se someten a elevadas temperaturas (entre los 100º y 150 °C.) durante un tiempo determinado. Una vez esterilizadas las latas, y mientras estas no se abran o deterioren, los productos en ellas se mantendrán inalterados durante un tiempo prolongado. Por esta razón es inútil guardar las latas de conservas en un refrigerador antes de abrirlas.
El embotellado es generalmente utilizado para frutas y vegetales. El proceso es parecido al del enlatado, pero los alimentos se colocan en botellas en lugar de latas.

### Congelación
- La refrigeración: entre 3 °C y 8 °C los alimentos se conservan unos cuantos días.
- La congelación: entre -6 °C y -18 °C los alimentos se pueden conservar hasta 3 meses.
- La ultracongelación: temperaturas inferiores a -18 °C, pero no inferiores a los -35 °C. Los alimentos se pueden conservar hasta un año.[cita requerida]

### Refrigeración

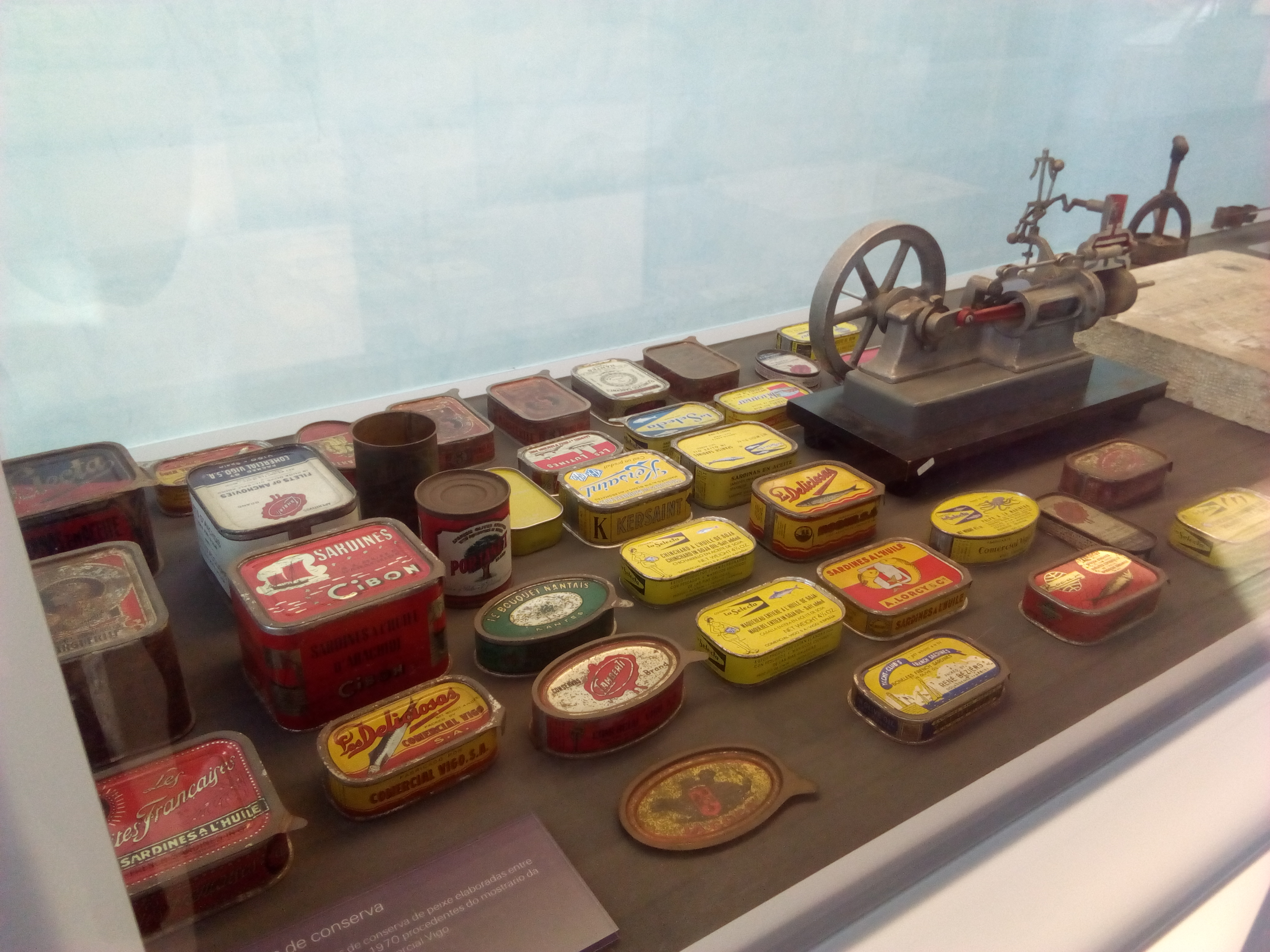
Antiguas latas de conserva expuestas en el Museo del Mar de Galicia (Vigo).

El proceso en que un alimento es enfriado al vacío tiene como objetivo prolongar la vida útil de los alimentos, es decir, alargar el tiempo entre la producción y el consumo por parte del ser humano de forma tal que resulte segura, sin tener que recurrir al congelado u otros métodos de conservación. El período de prolongación de la calidad del producto depende de los factores involucrados en el proceso del vacío, ya que cada uno interactúa entre sí durante el mismo.
La finalidad de este proceso es que la carne sea recubierta por un film que actúe como barrera tanto para el vapor de agua como para el oxígeno, de manera que se logre el microclima adecuado entre el filme y el corte para la proliferación de bacterias benéficas tales como las lácticas (parecidas a las que se encuentran en el yogur), ya que el ácido láctico es un conservante natural para los alimentos. Al mismo tiempo, se obtiene así un hábitat no propicio para el desarrollo de bacterias indeseadas que perjudiquen la carne o la tornen peligrosa para su consumo, disminuyendo al mínimo el desarrollo de las mismas y evitando la putrefacción.

### Conservación por medios químicos
Hay sustancias químicas que destruyen los microbios y que por lo tanto pueden ser añadidas a los alimentos para conservarlos. Estas sustancias se conocen, en general, como aditivos químicos. Dentro de los aditivos químicos más utilizados en la actualidad están: ácido acético, citrato de sodio, propionato de calcio, nitritos y nitratos. Si bien hay aditivos alimentarios que preservan los alimentos y evitan que se dañen, algunos también pueden afectar la salud. Por eso, los alimentos que contienen aditivos deben consumirse con cierta cautela, ya que al ser ingeridos en grandes cantidades pueden resultar dañinos. 
En estos procesos de conservación por medio quimifico naturales , a través de la sal , la azuzar y el vinagre comúnmente conocidos, en los usos domésticos.

### Concentrado de azúcar
El concentrado en azúcar consiste en añadir azúcar a preparados de frutas. De esta manera se evita la oxidación del fruto, ya que se impide su contacto con el oxígeno del aire. Además, una alta concentración de azúcar en el almíbar ayuda a mantener la firmeza del producto. Este método es utilizado en la preparación de frutas, mermeladas, frutas abrillantadas, entre otros, tanto a nivel doméstico como industrial. Una vez preparadas, las frutas son envasadas en botellas o latas, y así se preservan con toda su frescura por largos períodos.

### Encurtidos
El encurtido consiste en colocar ciertos alimentos, como zanahorias, cebollas, pepinos, aceitunas, alcaparras, entre otros, en un medio hostil para los microorganismos, tal es el caso del vinagre y la sal en agua (salmuera). De esta manera, los alimentos son colocados en una disolución de agua con vinagre y sal, en un envase de vidrio, para su preservación.

## Conserva de carnes a través de la deshidratación
La técnica de secar la carne cruda utilizando el sol como deshidratante es una técnica y costumbre primitiva usada por muchas culturas, en diferentes épocas y partes del mundo. Se trata simplemente de un método primitivo que consiste en dejar secar la carne de los animales domesticados y/o de varias especies a través de la deshidratación; existe evidencia arqueológica de que el Hombre de Neandertal secaba en cuevas la carne de mamut.
Este proceso que puede durar días, semanas, meses e incluso años, sólo es posible en lugares con clima de estación seca y fresca, dando como resultado un alimento básico con alto valor nutricional.
El método consiste en ir cambiando la carne de posición para facilitar la evaporación, inclusive en ciertas ocasiones pueden llegar a realizarse pequeñas perforaciones con el fin de agilizar el secado/madurado o para una mejor penetración cuando se utiliza sal.
La pérdida de volumen y de peso puede ascender de 40 a 50% e incluso más; por ello, estos beneficios han hecho que este sea uno de los principales alimentos de elección para viajeros, exploradores, pueblos cazadores, agricultores de montaña, pastores y nómades, inclusive como fuente de alimento para los ejércitos (el famoso "kuivaliha" de los soldados finlandeses o "shit on a shingle" de los soldados estadounidenses, ambos productos utilizados durante la Segunda Guerra Mundial).

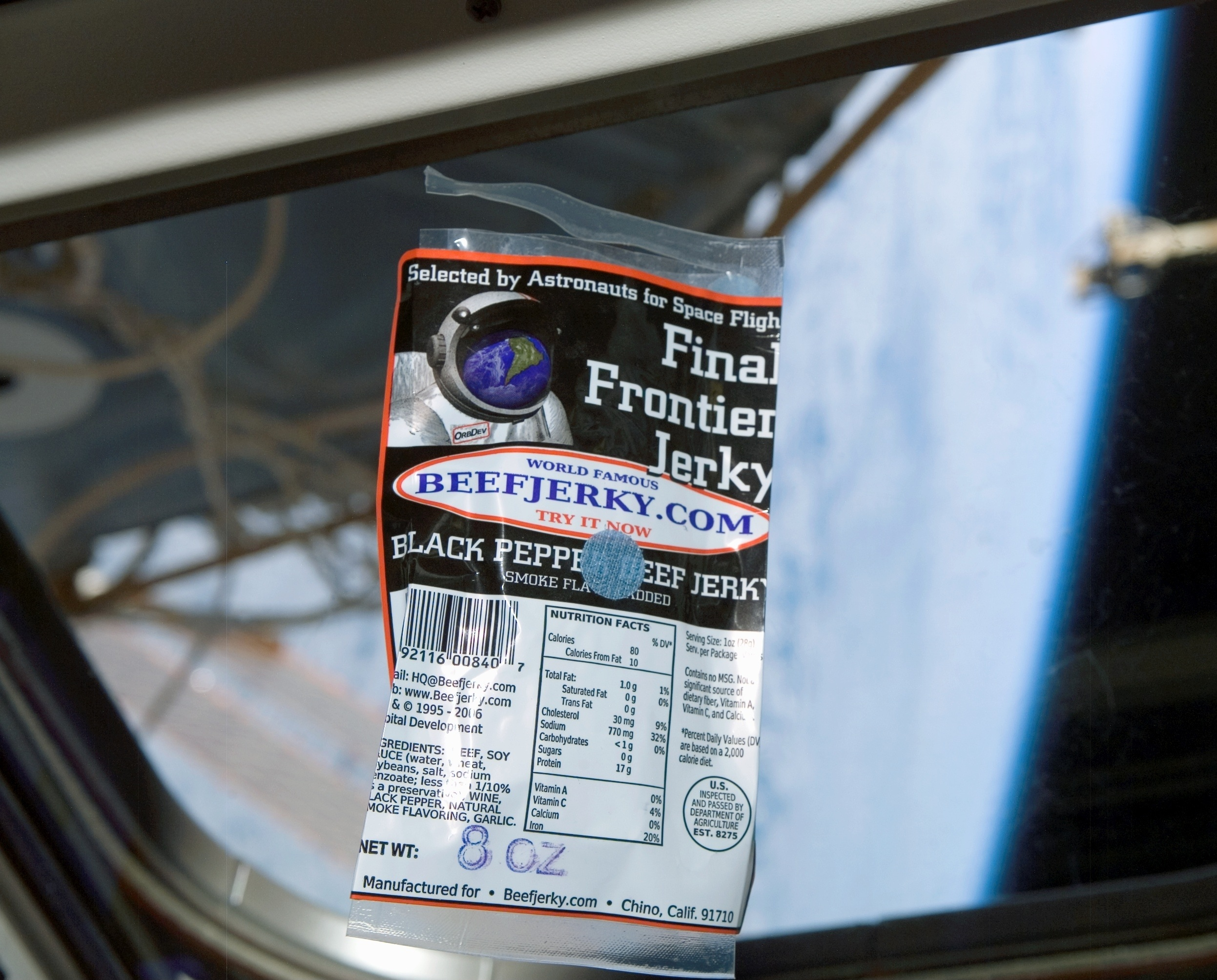
Desde 1996, la carne deshidratada ha sido elegida varias veces por astronautas como comida espacial gracias a su bajo peso y su alto valor nutricional (baja en grasas y alta en proteínas).

El método del "secado al sol", "secado al aire" o "secado al viento" es el más primitivo; en regiones de América del Sur y en función de la gran disponibilidad de la sal se dio el salado, siendo esta técnica mucho más eficiente; posteriormente y más evolucionado devino el ahumado en frío, con el agregado inclusive de hierbas aromáticas, especias y/o condimentos como pimienta, ajíes molidos, nuez moscada, etcétera, incrementando y mejorando el sabor de la carne deshidratada.
Fue la necesidad de conservar la carne por largos períodos de tiempo debido a la falta de tecnología y herramientas de refrigeración necesarias la que dio nacimiento a esta técnica. Inicialmente, fue producido en forma individual o artesanal, y posteriormente la producción fue desarrollada por carniceros, hasta llegar finalmente al proceso industrial.
Sin necesidad de un lavado previo, muchas veces deshuesada y sin grasa, fileteada, deshebrada en trozos o simplemente en un solo cuerpo, una vez disecada podía transportarse fácilmente o almacenarse por largos períodos de tiempo.
Con el transcurso de los siglos, estos productos resultaron ser ingredientes importantes en la gastronomía de muchas regiones del mundo, donde todavía se las consume. Con el curado se mejoraron las técnicas, surgiendo así los jamones, chacinados, embutidos y la industrialización de la producción en ambientes controlados de luz, temperatura y humedad a través de saladeros con técnicas como la liofilización. 
La técnica del "salado" puede realizarse "por salmuera" (que es el más común para los pescados) y "en seco" (que se utiliza más comúnmente para la carne). La diferencia reside básicamente en la técnica de preparación aunque se obtiene prácticamente el mismo resultado: carne seca o deshidratada.

### Tipos
- Bacalao en salazón
- Bakkwa
- Biltong
- Bindenfleisch
- Bògoǫ
- Borts
- Bresaola
- Carne de sol
- Cecina
- Chalona
- Charqui
- Chipped beef
- Elenski but
- Guedid
- Jamón Ibérico
- Jamón
- Jerky
- Khlea
- Kuivaliha
- Lacón
- Lahndi
- Nagelhout
- Paleta
- Panceta o Bacón
- Pancetta
- Pastırma
- Prosciutto
- Skerpikjøt
- Speck
- Suho meso
- Sukuti
- Tapa
- Tasajo